# Arnold Christoph von Bylandt

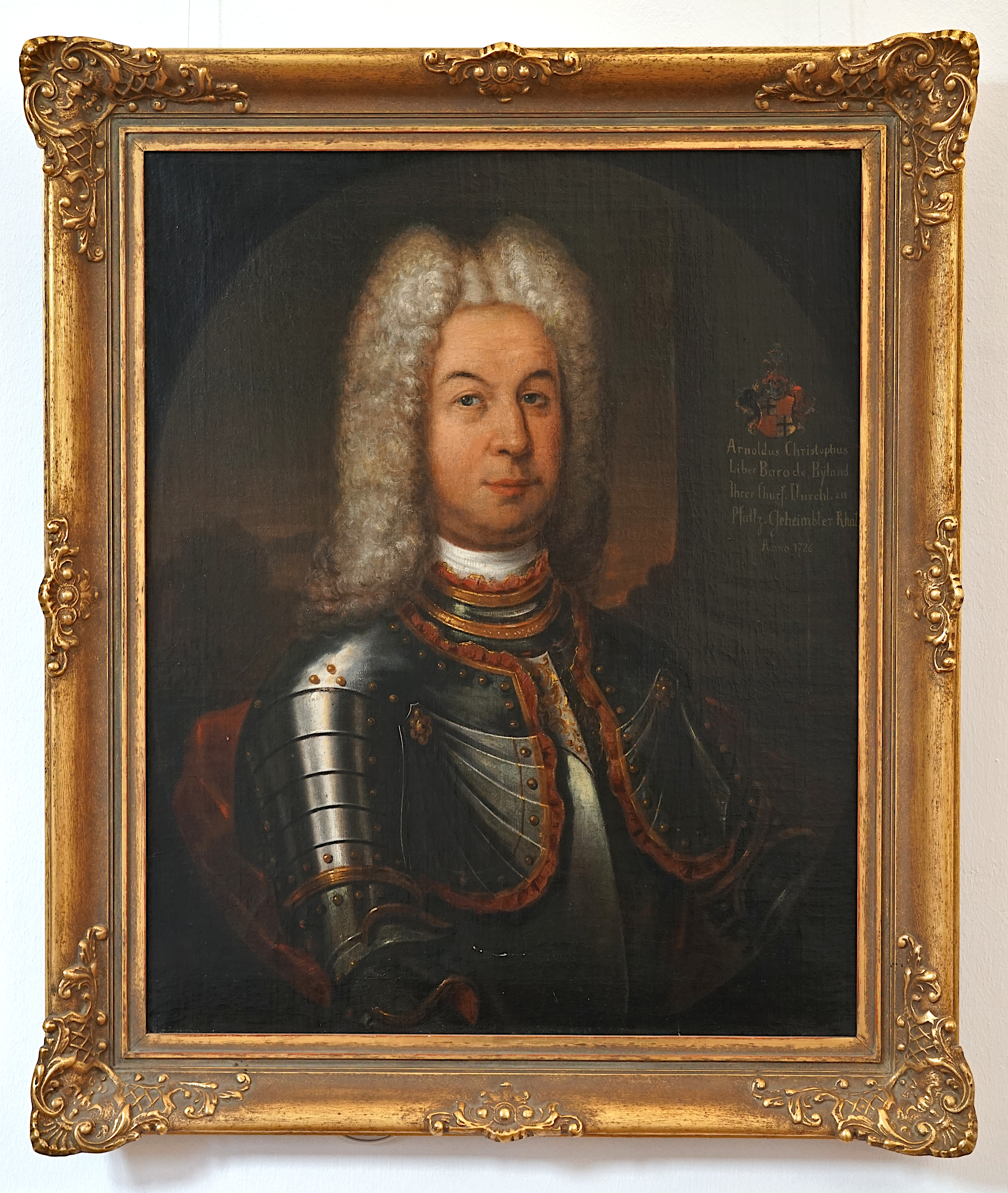
Arnold Christoph I. von Bylandt-Schwarzenberg (1726)

Arnold Christoph I. von Bylandt (* 18. Februar 1680; † 3. Februar 1730 in Rheydt) war Herr zu Rheydt und Schwarzenberg, Jülich-Bergischer Kämmerer, Düsseldorfer Geheimrat sowie Syndikus des Kapuziner-Konvents in Mönchengladbach.

## Herkunft und Familie
Arnold Christoph war einziger Sohn des Arnold Rolmann von Bylandt (1642–1692) und der Anna Franziska von Landsberg auf Landsberg (1655–1680).
Arnold Rolmann gehörte der Linie Schwarzenberg des niederrheinischen Adelsgeschlechts Bylandt an. Da er von seinem Grundbesitz allein nicht leben konnte, hatte er zusätzlich eine militärische Laufbahn eingeschlagen und es bis zum Dienstgrad eines Obersten gebracht, bevor er im Hochstift Hildesheim Drost des Amtes Hunnesrück (Stadt Dassel) werden konnte.
Anna Franziska stammte aus einem angesehenen bergisch-westfälischen Adelsgeschlecht mit dem Stammsitz Schloss Landsberg an der Ruhr im heutigen Stadtgebiet von Ratingen.
Die Ehe war um 1675 geschlossen worden.

## Leben

### Kindheit und Jugend
Arnold Christophs Mutter verstarb bei oder kurz nach seiner Geburt im Alter von nur 25 Jahren. Arnold Adam von Bocholtz zu Störmede, Drost zu Wohldenberg sowie Verwandter Anna Franziskas, und seine Frau Margaretha von Niehausen nahmen den Halbwaisen zu sich nach Niedersachsen auf die Burg Wohldenberg. Nach dem Tod Arnold Rolmanns übernahm der Ziehvater von 1693 bis 1695 auch die Vormundschaft über den Jungen.
Im Jahr 1695 verließ der 15-jährige Arnold Christoph seine Zieheltern, um zum Schloss Landsberg, der Heimat seiner Mutter, zu reisen. Dort waren sein Onkel Arnold Rutger von Landsberg und der Düsseldorfer Jurist und Notar Peter Bernhard Ruebens als seine weiteren Vormunde bestellt worden.
Noch im gleichen Jahr ging Arnold Christoph, begleitet von seinem Diener Rudolf Konderlage nach Köln, um am Montanergymnasium Latein und Mathematik zu lernen. Bereits zwei Jahre später kehrte er nach Düsseldorf zurück, wo er nun 17-jährig von seinem Vormund Ruebens standesgemäß mit Seidengewand, Perücke und Degen mit Wappen ausgestattet wurde. Auch nahm er erstmals an einer höfischen Veranstaltung, einer von Kurfürst Joseph Clemens abgehaltenen Jagd, teil.
Im April 1697 nahm Arnold Christoph, wiederum begleitet von einem Bediensteten, ein juristisches Studium an der Universität Duisburg auf. Er führte ein ausschweifendes Studentenleben mit reichlich Alkohol. Außerdem nahm er regelmäßig Fechtunterricht, da beim Adel das Fechten zur militärischen Ausbildung gehörte. Im Herbst dieses Jahres wurde Arnold Christoph in Duisburg wegen „verübter Insolentien“ in Arrest gesetzt. Welche Übeltaten er begangen hatte, ist nicht überliefert, jedenfalls wurden für seine Entlassung mehr als 18 Reichstaler fällig, um nicht „cum infamia“ die Universität verlassen zu müssen. Am Ende des Jahres holte Ruebens sein Mündel aus Duisburg ab, um den jungen Mann auf die bei den Adligen jener Zeit übliche Kavalierstour zur Ergänzung ihrer Ausbildung vorzubereiten.

### Grand Tour
Arnold Christoph erhielt Sprachunterricht, erlernte ein Instrument, machte sein Testament, da eine Reise durch Europa nicht ungefährlich werden würde, und kaufte sich ein Gebetbuch. Als Begleiter und Hofmeister für die Tour wurde der 23-jährige Heinrich Everhard Hogius ausgewählt, der an der Universität zu Köln studiert hatte.
Am 28. April 1698 verließ Arnold Christoph mit seinem Tutor Düsseldorf, um über Aachen und Brüssel nach Paris zu reisen, wo man im Faubourg St. Germain standesgemäß Unterkunft nahm. In der französischen Hauptstadt blieb Arnold Christoph fast ein Jahr und lernte Reiten, Fechten und Tanzen sowie die französische Sprache.
Im Frühjahr 1699 ging die Tour weiter über die Provence nach Turin. Hier wurde Arnold Christoph in die angesehene Académie Royale aufgenommen, die für eine vorzügliche Ausbildung der jungen Adligen bekannt war. Man lebte gemeinsam mit seinen Hofmeistern und Bediensteten in einem Internat. Nach seinem Jahr an der Turiner Akademie, an der er neben geistiger Bildung in französischer Sprache auch militärische Erziehung genossen hatte, durfte Arnold Christoph sich zur sogenannten „nobilitas erudita“ (gebildeter Adel) zählen.
Am 30. Mai 1700 kamen die Reisenden in Rom an, wo gerade das Heilige Jahr gefeiert wurde und Arnold Christoph an einer Papstaudienz teilnehmen konnte. Die Weiterreise führte über den Marienwallfahrtsort Loreto bei Ancona nach Venedig, wo man im Juni zu einem kurzen Aufenthalt ankam, um schließlich am 16. Juli 1700 nach mehr als zwei Jahren zurück in der Heimat zu sein.
Die Grand Tour Arnold Christophs hatte insgesamt über 2.300 Reichstaler gekostet, die er jedoch aus seinem Erbe mühelos hatte finanzieren können.
Nach seiner Kavalierstour lebte Arnold Christoph zunächst in Düsseldorf bei seinem Vormund Ruebens. Gelegentlich besuchte er seine Tante Agnes Dorothea von Landsberg, Äbtissin des Zisterzienserinnenklosters in Eppinghoven bei Neuss, zu der er stets ein gutes Verhältnis hatte. Ein ebensolches pflegte er zum Düsseldorfer Hof. Am 18. Februar 1701 wurde Arnold Christoph volljährig und war nun bereit, die Herrschaft auf Schloss Rheydt bei Mönchengladbach anzutreten.

### Schlossherr
Die Jülich’sche Unterherrschaft Rheydt hatte der katholische Zweig Schwarzenberg des Adelsgeschlechts Bylandt nach jahrzehntelangem Rechtsstreit mit dem evangelischen Familienzweig Halt-Spaldrop erhalten. Der Streit war bis vor das Reichskammergericht in Wetzlar gegangen, das das Lehen im Jahr 1701 endgültig Arnold Christoph von Bylandt-Schwarzenberg zusprach.
Graf Otto von Bylandt-Halt-Spaldrop musste in Rheydt weichen und Arnold Christoph wurde am 14. Mai 1701 von Kurfürst Johann Wilhelm von Jülich-Berg die Lehensurkunde überreicht.
Da der neue Herr zu Rheydt es mit mehrheitlich evangelischen Untertanen zu tun hatte und nicht wusste, wie diese auf den katholischen Herrn reagieren würden, ließ Arnold Christoph sich zunächst von zwei Dutzend Soldaten schützen und versuchte, die Rheydter mittels reichlich spendierten Bieres für sich zu gewinnen.
Arnold Christoph regierte auf Rheydt mit harter Hand, ging Streitigkeiten mit seinen Untertanen oder seinem Nachbarn von Quadt-Wickrath zu Zoppenbroich nicht aus dem Weg und scheute sich auch nicht, die Gerichte zu bemühen, um seine Ansprüche durchzusetzen. Der Versuch, an die Landsberg'sche Erbschaft der Familie seiner Mutter zu gelangen, scheiterte jedoch vor dem Reichskammergericht. Auch den sogenannten Predigerwahlstreit konnte er zu Lebzeiten nicht für sich entscheiden. Die Rheydter reformierte Gemeinde beanspruchte aufgrund ihrer Kirchenordnung das Recht, ihren Pfarrer selbst zu wählen, während Arnold Christoph der Auffassung war, er persönlich könne den evangelischen Pfarrer einsetzen und zwar deshalb, weil seine reformierten Vorgänger auf Rheydt dies ebenso gehandhabt hatten. Dieser Streit zog sich über 13 Jahre hin und schlug weite Kreise über Preußen und Kurpfalz bis hin zum Reichshofrat in Wien. Erst nach dem Tode Arnold Christophs willigte seine Witwe Anna Maria Theresia 1731 in einen Vergleich ein.
Die katholische Minderheit in Rheydt konnte immer auf die Unterstützung ihres Herrn zählen. Arnold Christoph finanzierte einen Kaplan und ließ seine Schlosskapelle für katholische Gottesdienste ausstatten. Außerdem sorgte er für regelmäßige katholische Messen in der Rheydter Klosterkirche. Ferner förderte er die Kapuziner in der benachbarten Stadt Mönchengladbach; im Jahr 1711 war er vom Kölner Provinzialminister des Ordens als Syndikus für den Konvent in Mönchengladbach bestellt worden.
Am 17. Mai 1701 wurde Arnold Christoph vom Düsseldorfer Hof ehrenhalber zum Jülich-Bergischen Kämmerer ernannt und im Jahr 1716 nahm er außerdem eine Geheimratsstelle in Düsseldorf an, vermutlich, um besseren Kontakt zu Seinesgleichen pflegen zu können.

### Ehe und Familie

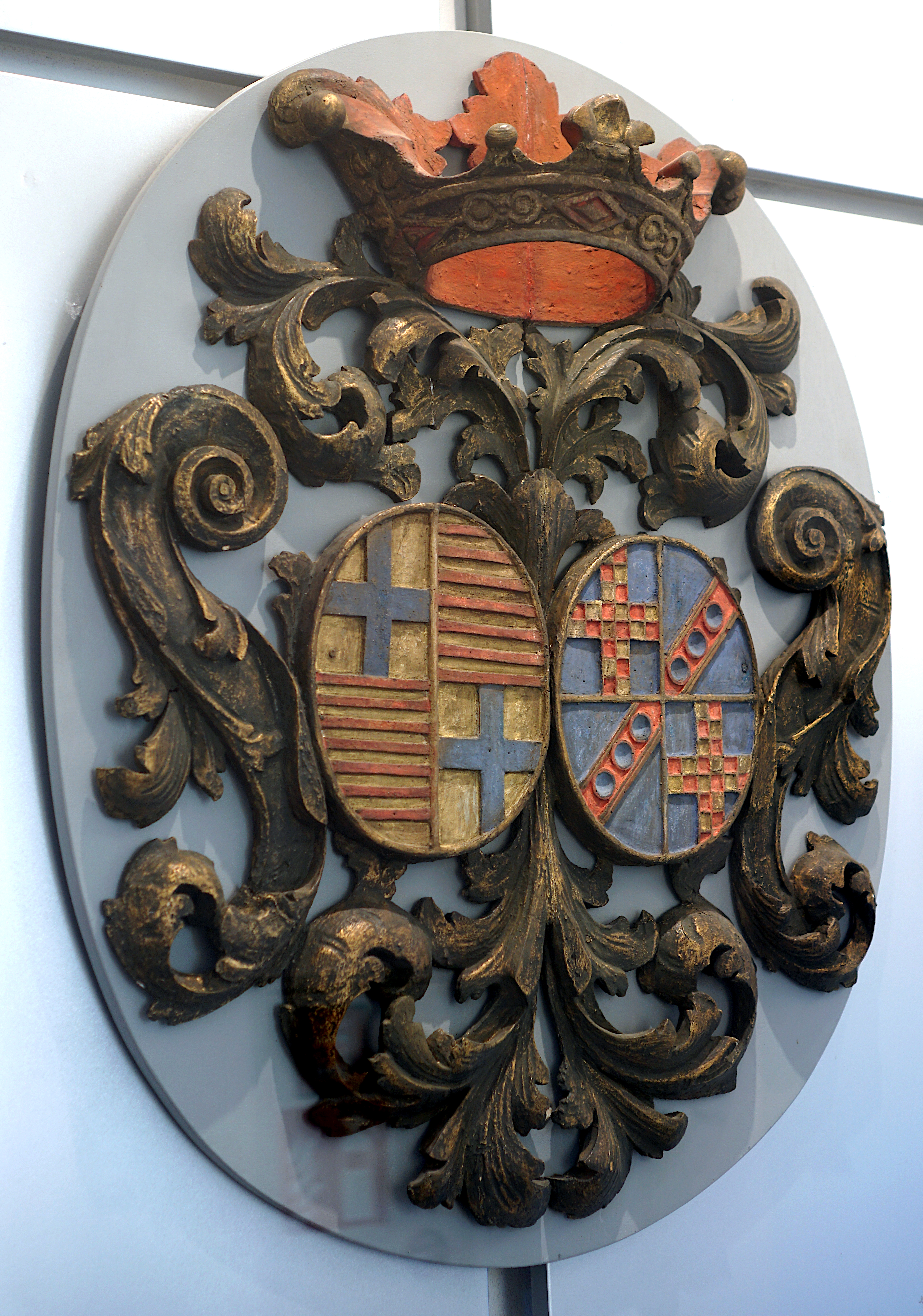
Allianzwappen Bylandt⚭Ingelheim, Museum Schloss Rheydt

Nachdem er zwei Jahre auf Schloss Rheydt regiert hatte, heiratete Arnold Christoph von Bylandt im Jahr 1703 die Gräfin Anna Maria Theresia von Ingelheim (1686–1764), eine Tochter des Präsidenten des Reichskammergerichts in Wetzlar, Franz Adolf Dietrich von Ingelheim gen. Echter von Mespelbrunn.
Die Ehe wurde in der Schlosskapelle zu Mespelbrunn im Spessart geschlossen und wie bei den unter Adligen üblicherweise arrangierten Ehen auch vertraglich ausführlich untermauert.
Das Paar bekam zehn Kinder, von denen allerdings drei das Erwachsenenalter nicht erreichten. Seine Kinder hatte Arnold Christoph vor seinem frühen Tod bereits standesgemäß versorgt, wobei der älteste Sohn Johannes Franz (1705–1752) als sein Nachfolger auf Rheydt vorgesehen war.
Seine Frau ließ er im Jahr 1728 mit Schwarzenberg belehnen, da das Rittergut ihr im Heiratsvertrag als Witwensitz zugesichert worden war.
Am 3. Februar 1730 verstarb Arnold Christoph in Rheydt vor der Vollendung seines 50. Lebensjahres.